# Victorio
Victorio ook wel Bidu-ya Beduiat (Chihuahua, rond 1825 - Tres Castillos, 14 oktober 1880) was een krijger en stamhoofd van de Warm-springs-band binnen de Tchihendeh (of Chihenne, vaak Mimbreño genoemd)-divisie van de stam van de Apachen in wat nu de Amerikaanse staten Texas, New Mexico, Arizona en de Mexicaanse staten Sonora en Chihuahua zijn.
Tijdens Victorio's War, een guerrilla-oorlog die van september 1879 tot oktober 1880 duurde, leidde Victorio een groep Apachen in een voortdurende strijd met de Amerikaanse en Mexicaanse legers en de burgerbevolking van New Mexico, Texas en het noorden van Mexico. Hij en de meeste van zijn volgelingen kwamen om of werden gevangen genomen tijdens de Slag bij Tres Castillos op 14 oktober 1880. Volgens de Apachen verkoos Victorio zelfmoord te plegen met zijn mes in plaats van gevangen genomen te worden door de Mexicaanse troepen. Volgens andere bronnen werd hij neergeschoten door een Tarahumara verkenner. Onder de blanke bevolking ging vrijwel meteen het gerucht dat hij zijn dood in scène had gezet en verdwenen was in de uitgestrekte Mexicaanse bergen van de Sierra Madre. Ironisch genoeg werd er nooit een lichaam gevonden om zijn dood te verifiëren en dus bleven de geruchten bestaan. Er zijn tot heden ten dage mensen in New Mexico en Mexico die stellen directe afstammelingen van hem te zijn.